# Liste des chefs de gouvernement de la Nouvelle-Écosse
Voici la liste des premiers ministres de la Nouvelle-Écosse.
La colonie obtient une certaine autonomie exécutive à partir de 1840 et le gouvernement responsable en 1848. Elle devient une province du Canada le 1er juillet 1867.

## Président du Conseil de 1840 à 1848
- 30 septembre 1840-9 février 1848: Simon Bradstreet Robie (conservateur)

## Premiers ministres de 1848 à 1867
|  | Photo | Rang | Nom                                 | Parti                     | Mandat    |
|  | ----- | ---- | ----------------------------------- | ------------------------- | --------- |
|  |       | 1er  | James Boyle Uniacke                 | Libéral                   | 1848-1854 |
|  |       | 2e   | William Young (1er mandat)          | Libéral                   | 1854-1857 |
|  |       | 3e   | James William Johnston (1er mandat) | Conservateur              | 1857-1860 |
|  |       | 4e   | William Young (2e mandat)           | Libéral                   | 1860      |
|  |       | 5e   | Joseph Howe                         | Libéral                   | 1860-1863 |
|  |       | 6e   | James William Johnston (2e mandat)  | Conservateur              | 1863-1864 |
|  |       | 7e   | Charles Tupper                      | Parti de la confédération | 1864-1867 |

## Premiers ministres depuis 1867
|  | Photo | Rang | Nom                             | Parti                     | Mandat      |
|  | ----- | ---- | ------------------------------- | ------------------------- | ----------- |
|  |       |      | Charles Tupper                  | Parti de la confédération | 1867*       |
|  |       | 1er  | Hiram Blanchard                 | Conservateur              | 1867        |
|  |       | 2e   | William Annand                  | Anti-confédéré/Libéral    | 1867-1875   |
|  |       | 3e   | Philip Carteret Hill            | Libéral                   | 1875-1878   |
|  |       | 4e   | Simon H. Holmes                 | Conservateur              | 1878-1882   |
|  |       | 5e   | John S.D. Thompson              | Conservateur              | 1882        |
|  |       | 6e   | William T. Pipes                | Libéral                   | 1882-1884   |
|  |       | 7e   | William S. Fielding             | Libéral                   | 1884-1896   |
|  |       | 8e   | George H. Murray                | Libéral                   | 1896-1923   |
|  |       | 9e   | Ernest H. Armstrong             | Libéral                   | 1923-1925   |
|  |       | 10e  | Edgar N. Rhodes                 | Conservateur              | 1925-1930   |
|  |       | 11e  | Gordon S. Harrington            | Conservateur              | 1930-1933   |
|  |       | 12e  | Angus L. Macdonald (1er mandat) | Libéral                   | 1933-1940   |
|  |       | 13e  | Alexander S. MacMillan          | Libéral                   | 1940-1945   |
|  |       |      | Angus L. Macdonald (2e mandat)  | Libéral                   | 1945-1954   |
|  |       | 14e  | Harold Connolly                 | Libéral                   | 1954        |
|  |       | 15e  | Henry Hicks                     | Libéral                   | 1954-1956   |
|  |       | 16e  | Robert Stanfield                | Progressiste-conservateur | 1956-1967   |
|  |       | 17e  | George Isaac Smith              | Progressiste-conservateur | 1967-1970   |
|  |       | 18e  | Gerald Regan                    | Libéral                   | 1970-1978   |
|  |       | 19e  | John Buchanan                   | Progressiste-conservative | 1978-1990   |
|  |       | 20e  | Roger Bacon                     | Progressiste-conservateur | 1990-1991   |
|  |       | 21e  | Donald W. Cameron               | Progressiste-conservateur | 1991-1993   |
|  |       | 22e  | John Savage                     | Libéral                   | 1993-1997   |
|  |       | 23e  | Russell MacLellan               | Libéral                   | 1997-1999   |
|  |       | 24e  | John F. Hamm                    | Progressiste-conservateur | 1999-2006   |
|  |       | 25e  | Rodney MacDonald                | Progressiste-conservateur | 2006-2009   |
|  |       | 26e  | Darrell Dexter                  | Néo-démocrate             | 2009-2013   |
|  |       | 27e  | Stephen McNeil                  | Libéral                   | 2013-2021   |
|  |       | 28e  | Iain Rankin                     | Libéral                   | 2021        |
|  |       | 29e  | Tim Houston                     | Progressiste-conservateur | Depuis 2021 |

(*) 1er juillet - 4 juillet, 1867

## Anciens premiers ministres encore vivants
En octobre 2021, six anciens premiers ministres néo-écossais étaient encore en vie, le plus vieux étant John F. Hamm (1999-2006, né en 1938). Le dernier premier ministre à mourir est Roger Bacon, premier ministre de 1990 à 1991. Angus Lewis Macdonald (1933-1940, 1945-1954) est le seul premier ministre à mourir au cours de son mandat.
| Nom               | Terme     | Date de naissance |
| ----------------- | --------- | ----------------- |
| Russell MacLellan | 1997-1999 | 16 janvier 1940   |
| John F. Hamm      | 1999-2006 | 8 avril 1938      |
| Rodney MacDonald  | 2006-2009 | 2 janvier 1972    |
| Darrell Dexter    | 2009-2013 | 10 septembre 1957 |
| Stephen McNeil    | 2013-2021 | 10 novembre 1964  |
| Iain Rankin       | 2021      | 9 avril 1983      |

## Sources
- (en) Gouvernement de la Nouvelle-Écosse